# بيغ شون

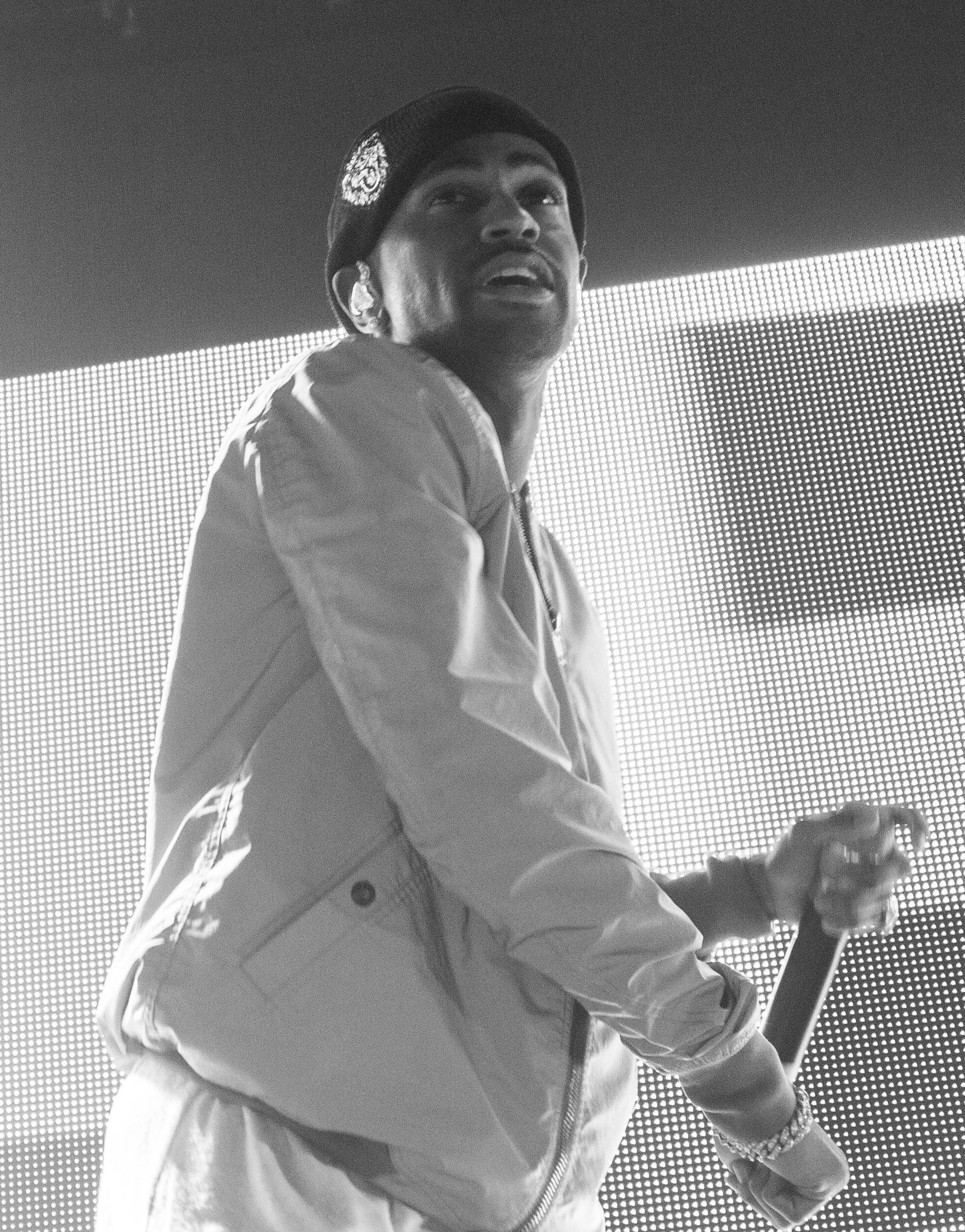

بيغ شون (بالإنجليزية: Big Sean), شون مايكل آندرسون (من مواليد 20 مارس 1988)، المعروفة باسم الشهرة بيغ شون، ولد في مدينة سانت مونيكا في كاليفونيا، وهو مغني راب أمريكي، وكانت بداياته مع كانييه في شركته جود ميوزك في عام 2007، وبعد ذلك في عام 2008 وقع عقد مع تسجيلات ديف جام.

## مسيرته
بداية حياته ومسيرته الفنية
شون مايكل اندرسون ولد في سانت مونيكا، كاليفونيا وانتقل وهو في أول شهرين من عمره الي غرب ديترويت حيث أنه عاش مع والدته وجدته، درس في مدرسة ديترويت والدورف وتخرج من مدرسة كاس تكنيكيل بمعدل 3.7، وله العديد من الأغاني يذكر فيها الجانب الغربي وهو يقصد مسقط رأسه ديترويت، ميشيغان، عندما كان في الثانوية كون سين علاقة مميزة مع محطة ديترويت هيب هوب WHTD، وغنى أسبوعيا في مسابقة راب كانت تقيمها المحطة.
و في 2005 كانييه ويست الذي كان يقوم بمقابله بالراديو 102.7FM سمع عن شون والتقى به فقدم له شون 16 شريط أغاني راب ووفقا لبيغ شون في نهاية المطاف:«وصلنا إلى مدخل محطة الإذاعة وتوقفنا في منتصف المدخل وبدأ ينظر إلى وجهي ويتمايل براسه». وبعد عامين وقع بيغ شون مع شركة جود
في 30 ديسمبر 2007 أصدر شون ألبومه (Finally Famous: The Mixtape) التي تضم أغنيته (Get'cha some) وقام المنتج رايت تريكس بعمل دعاية كبيرة له وبكتابة عدد من المقالات في صحيفة مترو ديترويت صور الأغنية السابقة ع طريقة فيديو من آخراج المخرج هيبي وليمز، وفي 16 نيسان 2009 أصدر شون إصداره الثاني واسماه (UKNOWBIGSEAN)
والذي يحتوي على أغاني مثل (Million Dollar, "Get'cha Some"، "Supa Dupa) وضم هذا الألبوم 30 أغنية، ومن ثما آصدر في 2010 الإصدار الثالث من ألبومه تحت اسم (Finally Famous Vol. 3: BIG)وآستضاف فيه دون كانون والعديد من المغنين منهم بون ب، شاب ذا رابر، دريك، مايك بونسير كيدي بانغ والعديد وقد شمل 20 أغنية، وفي 2011 أصدر ألبومه الأخير Finally Famous.
ألقي القبض على بيغ شون في 4 آغسطس 2011 بتهمة الاعتداء الجنسي في حفل موسيقي في لويستون، نيويورك ولكن في 26 أكتوبر 2011 غرم 750,0$ وآسقطت التهمة من الدرجة الثالثة وقال محامي شون سكوت ليمون أن شون لم يشارك في أي نوع من سوء السلوك الجنسي.

## الإصدارات

### ألبوم إستوديو
- 2011: Finally Famous
- 2012: TBA

### ميكستيب
- 2008: Finally Famous Vol. 1: The Mixtape
- 2009: Finally Famous Vol. 2: UKNOWBIGSEAN
- 2010: Finally Famous Vol. 3: BIG

## روابط خارجية
- بيغ شون على موقع IMDb (الإنجليزية)
- بيغ شون على موقع ميوزك برينز (الإنجليزية)
- بيغ شون على موقع رولينغ ستون (الإنجليزية)
- بيغ شون على موقع إن إن دي بي (الإنجليزية)
- بيغ شون على موقع أول ميوزيك (الإنجليزية)
- بيغ شون على موقع أول ميوزيك (الإنجليزية)
- بيغ شون على موقع ديسكوغز (الإنجليزية)
- بيغ شون على موقع ديسكوغز (الإنجليزية)
- بيغ شون على موقع قاعدة بيانات الفيلم (الإنجليزية)